# جایزه بزرگ موناکو ۱۹۷۹
جایزه بزرگ موناکو ۱۹۷۹ (انگلیسی: ‎1979 Monaco Grand Prix‎) یک مسابقهٔ موتوری در رشتهٔ اتومبیل‌رانی فرمول یک بود که در تاریخ ۲۷ مهٔ ۱۹۷۹ در پیست موناکو واقع در مونت‌کارلو، موناکو برگزار شد. این گراند پری در میان ۱۵ گراند پری در فصل ۱۹۷۹، مسابقهٔ شمارهٔ ۷ بود.
در این مسابقه که در ۷۶ دور و به مسافت ۲۵۱٫۷۱۲ کیلومتر (۱۵۶٫۴۰۷ مایل) برگزار شد، پول پوزیشن توسط جودی شکتر کسب شد و سریع‌ترین زمان برای طی یک دور پیست که برابر با ۱:۲۸٫۸۲ بود نیز توسط پاتریک دیپلر به ثبت رسید.
جودی شکتر از تیم فراری، کلی رگاتزونی از تیم ویلیامز-فورد و کارلوس روتمان از تیم لوتوس-فورد به‌ترتیب مقام‌های اول تا سوم مسابقه را کسب کردند.

## رده‌بندی قهرمانی پس از مسابقه
| جایگاه | راننده        | امتیاز  |
| ------ | ------------- | ------- |
| ۱      | جودی شکتر     | ۳۰ (۳۴) |
| ۲      | ژاک لافیت     | ۲۴      |
| ۳      | ژیل ویلنوو    | ۲۰      |
| ۴      | پاتریک دیپلر  | ۲۰ (۲۲) |
| ۵      | کارلوس روتمان | ۲۰ (۲۵) |
| منبع:  |               |         |

| جایگاه | سازنده       | امتیاز |
| ------ | ------------ | ------ |
| ۱      | فراری        | ۵۴     |
| ۲      | لیجیه-فورد   | ۴۶     |
| ۳      | لوتوس-فورد   | ۳۷     |
| ۴      | تایرل-فورد   | ۱۵     |
| ۵      | ویلیامز-فورد | ۱۰     |
| منبع:  |              |        |

یادداشت
- تنها پنج جایگاه نخست از هر رده‌بندی نمایش داده شده است.